# My Favorite Spy (1942)
My Favorite Spy is een Amerikaanse filmkomedie uit 1942 onder regie van Tay Garnett.

## Verhaal
Als de orkestleider Kay Kyser op huwelijksreis wil vertrekken met zijn bruid Terry, wordt hij opgeroepen voor het leger. Volgens zijn overste wisselen Duitse spionnen geheimen uit in de nachtclub, waar het orkest van Kay optreedt. Hij krijgt de opdracht om dat spionagenetwerk bloot te leggen als dubbelspion.

## Rolverdeling
| Acteur           | Personage       |
| ---------------- | --------------- |
| Kay Kyser        | Kay Kyser       |
| Ellen Drew       | Terry Kyser     |
| Jane Wyman       | Connie          |
| Robert Armstrong | Harry Robinson  |
| Helen Westley    | Tante Jessie    |
| William Demarest | Politieagent    |
| Una O'Connor     | Cora            |
| Lionel Royce     | Winters         |
| Moroni Olsen     | Majoor Allen    |
| George Cleveland | Gus             |
| Vaughan Glaser   | Kolonel Moffett |
| Hobart Cavanaugh | Jules           |
| Chester Clute    | Higgenbotham    |
| Teddy Hart       | Soldaat         |